# CATAMARAN
株式会社CATAMARAN（英文社名；CATAMARAN inc.）は、東京都渋谷区に本社を置く日本のスタンドアップパドルボードメーカー。かつては芸能プロダクションの経営を行っていた。

## 沿革・概要
- 2006年5月 - 株式会社ユマニテの関連会社として、東京都渋谷区神宮前4-3-15 東京セントラル表参道214に芸能プロダクションを設立。
- 2010年4月 - 事務所を東京都渋谷区恵比寿4-22-7 恵比寿イーストスクエアビル5Fへ移転。
- 2010年9月 - CATAMARAN内に新規事業部として「SPROUT事業部」を設立。※後にSPROUT事業部は解散。
- 2011年 - 事務所を東京都渋谷区恵比寿南2-19-7 恵比寿デュープレックスR's406へ移転。
- 2014年 - スタンドアップパドルボードメーカーとして、東京都渋谷区神宮前5-38-8にスタンドアップパドルメーカーを設立。
- 2014年 - 芸能プロダクション事業を撤退。
- 2019年 - 東京都港区高輪に移転。

## 芸能プロダクション時代に所属していたタレント
※SPROUT事業部所属者も含む
- 鮎河ナオミ
- 大後寿々花[1]
- 岡あゆみ[2]
- 小西真奈美
- 指出瑞貴[3]
- 高橋由真[2]
- 永池南津子[4]
- 藤井美菜[5][6]
- 宮澤美保[2][7]
- 渡香奈[2]